# Адаптивный круиз-контроль

Принцип адаптивного круиз-контроля. Красный автомобиль автоматически поддерживает безопасную дистанцию от впереди идущего синего автомобиля.

Адаптивный круиз-контроль (ACC, Adaptive Cruise Control) — одна из подсистем усовершенствованной системы помощи водителю (ADAS), поддерживающая переменную скорость движения, используя систему технических средств. Позволяет автоматически поддерживать необходимую скорость транспортного средства (ТС), соблюдая заданную дистанцию удаления от впереди движущегося ТС. 
Для использования функции адаптивного круиз-контроля необходимо включить круиз-контроль и задать скорость движения выше, чем у движущегося впереди транспортного средства. При необходимости ACC включает тормозную подсистему. Первые автомобили, использовавшие такую систему, были Mercedes-Benz 1997 г.в., BMW e38 и Toyota Celsior 1999 г.в.
В некоторых ACC также присутствует система предотвращения скатывания автомобиля на подъёме HLA (Hill Launch Assist).
АСС зависит от систем безопасности автомобиля ABS и ESP: если любая из них неисправна, АСС выключается.